# Chumbada (Rio de Janeiro)
Chumbada é uma comunidade do município de São Gonçalo, entre os bairros de Mutondo e Galo Branco, passando por Nova Cidade, Bairro Antonina, São Miguel , e Estrela do Norte , comandada pela facção Amigos dos Amigos (ADA), desde 2005, após a morte de um de seus principais líderes, Bocão, por ordem de Luís Queimado, chefe do CV em São Gonçalo, que antes comandava a favela (pois Bocão, para consolidar seu poder, entregou para a polícia seu comparsa Ereuzo - pois o temia uma vez que Ereuzo era CV fiel, para preparar o terreno para a facção inimiga, numa espécie de golpe de estado). Irritados com a morte de seu companheiro Bocão, os traficantes da favela deram continuidade ao golpe de estado e se uniram à Rocinha, Vila do Pinheiros e São Carlos, e passaram a integrar a facção ADA, atualmente liderada por DODO, que está preso e pelo seu homem de confiança Danny Boy, após Japão ter se unido na favela Rua da Feira no Barro Vemelho, ele expandiu os domínios do ADA em São Gonçalo no Engenho Pequeno, ao se Unir com Levir da Alma (Chefão do Morro da Alma).
O traficante Bentivi da Rocinha se refugiou algum tempo na Chumbada, com uma segurança armada de 30 fuzis, ao voltar para Rocinha foi morto em emboscada feita pela Polícia.
A Chumbada é uma das poucas favelas comandadas por essa facção em São Gonçalo, além dela, há a Rua da Feira no (Barro Vemelho); Morro da Alma em (Coelho); Cerâmica em (Colubandê), a favela está em constante confronto com favelas de facções rivais, principalmente, os morros do Escadão (Galo Branco) e Menino de Deus (Rocha - Centro), mas existem relatos sobre guerras com nas favelas Salgueiro, Mutuapira e Jardim Catarina.
Após cerca de 5 anos sob o comando da facção ADA, traficantes do C.V tentam invadir o morro da Chumbada. A tomada liderada por Bacuri do Menino de Deus, durou apenas 3 dias sob o controle da Chumbada que temendo reforços da Rocinha e São Carlos, deixou a Chumbada e acabou morrendo numa emboscada da polícia no mesmo morro. No dia 3 de outubro de 2009 após três horas de tiroteio a Chumbada teria sido tomada em parte por Nenequinha do C.V, o atual frente do morro Menino de Deus, junto com Dudu do Morro do Escadão e TH do Jardim Catarina. Teriam tido a ajuda também das favelas: Complexo da Coruja em Villa Lage e Complexo do Cubango em Niterói além de Morro da Mangueira e Jacarezinho, ambas no Rio.
Constantes investidas da polícia na favela atrás de corpos da guerra do dia 3 de outubro de 2009 comprovam a suspeita de 